# CWKS Legia Warszawa
CWKS „Legia” Warszawa – polski wielosekcyjny klub sportowy z siedzibą w Warszawie, założony w marcu 1916 w Kościuchnówce (niedaleko Maniewicz na Wołyniu) jako „Drużyna Sportowa Legia”. Reaktywowany po zakończeniu I wojny światowej w Warszawie 14 marca 1920.

## Dotychczasowe nazwy
- Drużyna Sportowa Legia (marzec 1916 – 14 marca 1920)
- Wojskowy Klub Sportowy Warszawa (14 marca 1920 – 31 lipca 1922)
- Wojskowy Klub Sportowy „Legia” Warszawa (31 lipca 1922 – wrzesień 1939)
- I Wojskowy Klub Sportowy Warszawa (kwiecień – czerwiec 1945)
- Wojskowy Klub Sportowy „Legia” Warszawa (czerwiec 1945 – 1 maja 1950)
- Centralny Wojskowy Klub Sportowy Warszawa (1 maja 1950 – 2 lipca 1957)
- Wojskowy Klub Sportowy „Legia” Warszawa (2 lipca 1957 – 7 sierpnia 1973)
- Centralny Wojskowy Klub Sportowy „Legia” Warszawa (od 7 sierpnia 1973[1])

Od 25 kwietnia 1989 następuje stopniowe odłączanie się kolejnych sekcji od wielosekcyjnego CWKS „Legia” Warszawa (pierwsza była sekcja piłkarska) i tworzenie autonomicznych sekcji danej dyscypliny sportu, skupionych pod egidą powołanego stowarzyszenia CWKS „Legia” Warszawa.
12 lutego 1997 – zmiana statusu prawnego Autonomicznej Sekcji Piłki Nożnej CWKS „Legia” Warszawa, przekształconej tego dnia w Sportową Spółkę Akcyjną (SSA) „Legia” Warszawa (obecnie Legia Warszawa SA) i wystąpienie jej ze stowarzyszenia CWKS „Legia” Warszawa, które posiadało jednak 30% udziałów w owej spółce.

## Sekcje
Wykaz dotychczasowych sekcji sportowych CWKS Legia Warszawa i ich najwybitniejszych zawodników. Pogrubiono sekcje istniejące obecnie:
1. Piłka nożna – założona w 1916, zarejestrowana w Warszawie w 1920, wycofana z rozgrywek w 1938, reaktywowana w 1945 roku (Bernard Blaut, Lucjan Brychczy, Andrzej Buncol, Lesław Ćmikiewicz, Kazimierz Deyna, Robert Gadocha, Wojciech Kowalczyk, Józef Nawrot, Henryk Martyna, Józef Ciszewski, Jacek Zieliński) – w odróżnieniu od klubu Legia Warszawa SA sekcja występuje pod nazwą CWKS Legia Warszawa
2. Boks – założona w 1931 (Andrzej Biegalski, Kazimierz Doroba, Andrzej Gołota, Janusz Gortat, Józef Grudzień, Sylwester Kaczyński, Krzysztof Kosedowski, Józef Kruża, Henryk Kukier, Henryk Petrich, Wiesław Rudkowski, Jan Szczepański, Kazimierz Szczerba)
3. Gimnastyka
4. Hokej na lodzie – założona w 1927 (Józef Kurek, Józef Manowski) – zobacz: Legia Warszawa (hokej na lodzie)
5. Jeździectwo – skoki przez przeszkody (Jan Kowalczyk)
6. Jeździectwo – WKKW – założona w 1938 (Piotr Piasecki)
7. Kolarstwo – założona w 1928 (Czesław Lang, Stanisław Królak, Wiesław Podobas)
8. Koszykówka – założona w 1929 (Janusz Wichowski) – zobacz: Legia Warszawa (koszykówka)
9. Lekkoatletyka – założona w 1920 (Andrzej Badeński, Eugeniusz Biskupski, Zygmunt Jałoszyński, Józef Noji, Zenon Nowosz, Maria Piątkowska, Edmund Piątkowski, Felicja Schabińska, Zygmunt Siedlecki, Leszek Wodzyński, Marian Woronin, Agata Karczmarek)
10. Łyżwiarstwo figurowe
11. Łyżwiarstwo szybkie – zobacz: Legia Warszawa (łyżwiarstwo szybkie)
12. Motocross – założona w 1930
13. Motorowodniactwo – założona w 1950
14. Narty wodne – założona w 1963
15. Pięciobój nowoczesny – założona w 1928 (Janusz Pyciak-Peciak)
16. Piłka wodna – założona w 1931
17. pływanie – założona w 1929
18. Podnoszenie ciężarów – założona w 1930, jako część sekcji atletycznej (Norbert Ozimek). Medale drużynowych mistrzostw Polski – zobacz: Legia Warszawa (podnoszenie ciężarów)
19. Siatkówka – założona w 1947 (Tomasz Wójtowicz) – zobacz: SKF Legia Warszawa
20. Skoki do wody
21. Strzelectwo – założona w 1927
22. Szermierka – założona w 1920
23. Tenis ziemny – założona w 1923
24. Zapasy – założona w 1926 roku przez wychowanków Władysława Pytlasińskiego – Wacława Ziółkowskiego i Piotra Szczeblewskiego (wybitni przedstawiciele: Andrzej Wroński, Włodzimierz Zawadzki, Jacek Fafiński, Andrzej Malina, Bolesław Dubicki)
25. Żużel – zobacz: WKM Warszawa, zobacz: Legia Warszawa (żużel)
26. Żeglarstwo – założona w 1950 roku (działała do połowy lat 70.); reaktywowana w 2016 roku jako Sailing Legia. Reprezentowana m.in. przez Zofię Noceti-Klepacką. Żeglarze w 2019 roku wywalczyli srebro Klubowych Mistrzostw Polski, rywalizowali w Żeglarskiej Lidze Mistrzów(inne języki) oraz zdobyli mistrzostwo Polski w klasie 505 (Jakub Pawluk, Marcin Józefowski).
27. Rugby – założona w 2012
28. Judo – założona w 2009, prezes Krzysztof Wiłkomirski[2]
29. Futsal – założona w 2019 (Mariusz Milewski) – zobacz: Legia Warszawa (futsal)

## Pozostałe informacje
- Do grudnia 2004 kolejne stanowiska prezesów klubu piastowali wyłącznie działacze wojskowi. Od stycznia 2005 obowiązki Prezesa Zarządu pełnił Jacek Gmoch – pierwszy w historii CWKS szef cywilny.
- Do tej pory zawodnicy i zawodniczki wszystkich sekcji CWKS zdobyli łącznie 87 medali Igrzysk Olimpijskich (letnich oraz zimowych), w tym: 15 złotych, 27 srebrnych, 45 brązowych.
- Przedstawiciele CWKS wywalczyli łącznie: 89 tytułów mistrzów świata, 91 tytułów mistrzów Europy oraz 2167 tytułów mistrzów Polski w różnych dyscyplinach sportu kobiet i mężczyzn.
- Od 25 lutego 2005 działalność CWKS wspiera Fundacja CWKS Legia (Legia Marketing Group), zaś od 10 sierpnia 2005 dodatkowo Stowarzyszenie Kultury Fizycznej „Grupa 1916”.
- 21 października 2008 za kwotę 1,691 mln zł ITI, właściciel 97,5% udziałów w klubie, nabyła brakujące jej do pełnej własności 2,5%, stając się wyłącznym właścicielem klubu[3].